# جاي جونستون (لاعب كرة قاعدة)
جاي جونستون (بالإنجليزية: Jay Johnstone)‏ هو لاعب كرة قاعدة أمريكي، ولد في 20 نوفمبر 1945 في مانشستر في الولايات المتحدة.

## وصلات خارجية
- جاي جونستون على موقع دوري كرة القاعدة الرئيسي (الإنجليزية)
- جاي جونستون على موقعبيزبول رفرنس.كوم (الدوري الرئيسي) (الإنجليزية)
- جاي جونستون على موقعبيزبول رفرنس.كوم (الدوري الثانوي) (الإنجليزية)
- جاي جونستون على موقع جمعية أبحاث البيسبول الأمريكية (الإنجليزية)
- جاي جونستون على موقع إي إس بي إن.كوم (أم.أل.بي) (الإنجليزية)
- جاي جونستون على موقع مشجعي الرسوم البيانية (الإنجليزية)